# Gayatri Chakravorty Spivak
Pour les articles homonymes, voir Spivak.
Gayatri Chakravorty Spivak (APA: gaĕòttri t͡ʃɔkkròbòr(t)ti), née le 24 février 1942 à Calcutta (Inde britannique), est une théoricienne de la littérature connue pour ses contributions majeures dans le domaine des études postcoloniales et féministes. Elle est professeure à l'université Columbia, de New York.
Son œuvre théorique et critique, qui s'intéresse à ce que l'Occident désigne comme « autre », est caractérisée par une méfiance systématique envers toutes les pensées de la « totalisation ».
Sa traduction en anglais de l'ouvrage de Jacques Derrida, De la grammatologie, et son essai Les subalternes peuvent-elles parler ?, considéré comme un des textes fondateurs du postcolonialisme, comptent parmi ses œuvres les plus célèbres.

## Biographie

### Jeunesse et formation
Gayatri Chakravorty naît dans une famille bourgeoise de culture marxiste, appartenant à la caste des Brahmanes, dans le Bengale, aujourd’hui un « État démocratique parlementaire » qui a porté au pouvoir des élus communistes.
Après des études en langue anglaise en Inde, elle part pour l'université Cornell aux États-Unis, où elle étudie la littérature comparée. En 1967, elle consacre sa thèse de doctorat à l’œuvre de William Butler Yeats sous la direction de Paul de Man : The great wheel : stages in the personality of Yeat's lyric speaker. Cette thèse donne lieu en 1974 à la publication de l'ouvrage : Myself must I remake: the life and poetry of W. B. Yeats.
Elle publie sous le nom de Gayatri Chakravorty Spivak, Spivak étant le nom de son mari américain d'origine ukrainienne dont elle divorce rapidement.

### Carrière universitaire
Gayatri Chakravorty Spivak devient professeure de littérature anglaise en 1991 à l'université de Pittsburgh. En mars 2007, elle est nommée professeure à l'université Columbia ; elle devient ainsi l'« unique femme de couleur » à qui est accordé le statut académique le plus élevé, en 264 ans d'histoire.
Elle fait partie du comité éditorial de nombreuses revues, comme Cultural Critique, boundary 2. NewFormations, Diaspora, ARIEL, Re-thinking Marxism, Public Culture, Parallax.

### Parcours intellectuel
La suite de son travail mène à la traduction anglaise de De la grammatologie de Jacques Derrida (en 1976), et à une carrière de critique littéraire dans une veine post-structuraliste, mêlée à des théories déconstructivistes, marxistes, féministes et postcoloniales.
Au début des années 1980, elle entame sa collaboration avec le groupe des études subalternes (« Subaltern Studies »), fondé par l'historien indien Ranajit Guha et d'autres chercheurs spécialistes des sociétés indienne et de l'Asie du Sud-Est. Les « subalternistes » contestent l’écriture de l’Histoire telle qu'elle est pratiquée dans le monde académique car elle épouse, selon eux, le point de vue des colonisateurs britanniques ou des élites indiennes ; ils soulignent le rôle des subalternes — les groupes opprimés — dans le processus historique.
Outre l'ouvrage de Jacques Derrida, Spivak traduit en anglais une œuvre de fiction de l'auteur bengali Mahasweta Devi ; une œuvre du poète bengali Ramprasad Sen du XVIIIe siècle et Une saison au Congo d'Aimé Césaire. En 1997, elle reçoit un prix pour ses traductions de la Sahitya Akadami.

### Activisme
Gayatri Spivak crée au Bengale, en 1986, un programme de formation d’instituteurs pour les enfants vivant dans des zones rurales et appartenant à des minorités ethniques. Elle forme elle-même les enseignants dont elle assure le financement. En 1997, elle fonde l’ONG The Pares Chandra and Sivani Chakravorty Memorial Education Project (nommée ainsi en hommage aux parents de G. Chakravorty), qui a pour but d'améliorer l'accès à l’instruction des enfants des régions du monde le plus pauvres.

## Thèmes de recherche
Gayatri Chakravorty Spivak mène des recherches - dans le cadre théorique des Subaltern studies - comparables à celles de Judith Butler - qui se situent, quant à elles, dans le cadre des études de genre - notamment sur les questions du pouvoir et de l'État.

### Féminisme
Elle se livre à une relecture de textes de Karl Marx et de Sigmund Freud d'un point de vue féministe, dans un recueil d'articles intitulé En d’autres mondes, en d’autres mots. Essais de politique culturelle.
Selon elle, Karl Marx a négligé de considérer le travail des femmes au foyer. La position de Gayatri Spivak à ce sujet n'est pas tranchée : d'un côté, elle est réticente concernant la revendication d'un salaire rémunérant le travail des femmes au foyer, dans laquelle elle perçoit la marque d'une idéologie capitaliste — la valeur d'un travail étant indépendante à ses yeux de la somme d'argent que l'on obtient en échange — ; d'un autre côté, elle évoque les effets concrets, éventuellement problématiques, d'un retrait hors des circuits de l'économie capitaliste. Elle questionne également l'analyse par Marx de la transformation en marchandise du travailleur et de son produit au sein de l'économie de marché : cette analyse vaut par exemple pour le travail ouvrier, mais non pour les femmes qui élèvent leurs enfants, et dont le travail suppose un investissement affectif spécifique.
Sigmund Freud n'envisage la sexualité des petites filles qu'en référence à la masculinité, selon Gayatri Spivak. Elle prend appui sur la lecture des textes freudiens dans les travaux de la féministe française Luce Irigaray ; selon Freud, la petite fille découvrirait en elle un manque, et éprouverait l'« envie du pénis ». Sans contester cette théorie, Gayatri Spivak appelle à prendre en compte également le « fantasme utérin » : «l’idée d’une envie du ventre interagit avec l’idée de l’envie du pénis pour déterminer la sexualité humaine et la production de la société », écrit-elle.

### Critique de l'ethnocentrisme académique
Gayatri Spivak soutient dans A Critique of Postcolonial Reason (Critique de la raison postcoloniale), publié en 1999, la thèse selon laquelle les institutions savantes occidentales récompensent certaines formes d'ignorance, en particulier l'ignorance de ce qui concerne le Tiers monde, les Orientaux, les subalternes. Elle parle d'« ignorance sanctionnée » (sanctionned ignorance), au sens d'ignorance approuvée, consacrée. Dans Selected Subaltern Studies datant de 1985, elle écrit : « une grande partie de l'historiographie contemporaine protège avec succès cet échec cognitif, et ce succès dans l'échec, cette ignorance sanctionnée, est inséparable de la domination coloniale ». Un exemple de cette consécration de l'ignorance pourrait être donné selon elle par Julia Kristeva qui, dans Des Chinoises, prétend parler de femmes dont elle ne connaît pas la langue. Un autre exemple est le déni qui affecte les causes de l'inégalité entre le Premier monde sur le Tiers monde ; ainsi, le colonialisme est présenté comme révolu, et la supériorité de l'Occident comme naturelle. Selon la sociologue Lucy Mayblin, l’« ignorance sanctionnée » telle que la conçoit Gayatri Spivak ne relève pas d'une méconnaissance fortuite, mais d'« un silence délibéré qui rejette un contexte particulier comme non pertinent ». Cette forme d'ignorance n'est pas imputable à tel ou tel individu, qui rejetterait par méchanceté les savoirs autres, elle est due à « une manière institutionnalisée de penser le monde, qui a pour effet d’empêcher certains types d’analyse ou de considérations d’être intégrés dans le débat ».

## Réception de son œuvre

### Dans les études anglophones

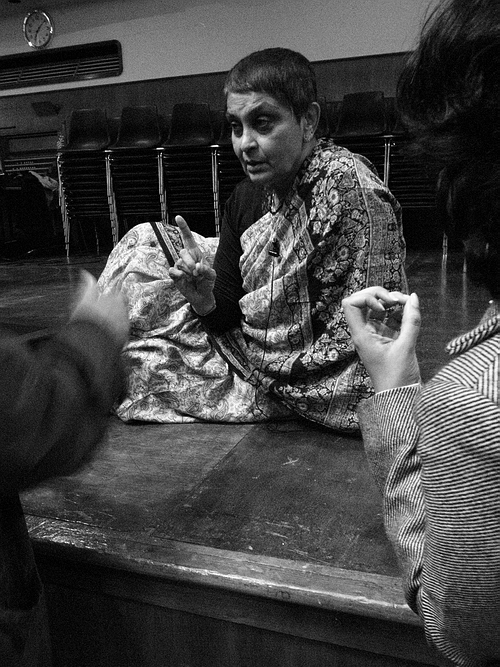
Gayatri Spivak au Goldsmiths College

Les textes de Gayatri Spivak comptent parmi les plus cités dans le cadre des études postcoloniales. Elle est fréquemment associée à Edward Saïd et Homi Bhabha ; les ouvrages de ces trois auteurs, écrits en anglais, sont considérés comme les piliers du postcolonialisme.

### Dans les études francophones
La théorie postcoloniale est principalement anglophone à l'origine. Si L'Orientalisme d'Edward Saïd a été traduit en français dès 1980, en revanche, les œuvres de Gayatri Spivak, comme celles de Homi Bhabha, ont fait l'objet de traductions plus tardives, à partir des années 2000 seulement. Les études postcoloniales dans leur ensemble n'ont reçu de reconnaissance dans le champ francophone que de manière relativement récente. Anne Castaing souligne le fait que la pensée de Gayatri Spivak, en dialogue avec Michel Foucault, Gilles Deleuze, Jacques Derrida, aurait pu être diffusée plus tôt en France ; cette « lenteur » dans la transmission serait attribuable d'une part au rapport problématique qu'une partie du public français entretiendrait avec le passé colonial en général et se sentant éloigné, d'autre part à une certaine méfiance de ce même public à l'égard de la théorie féministe.

## Récompenses et distinctions
En juin 2012, Gayatri Spivak reçoit le prix de Kyoto pour son travail.
Le 4 novembre 2014, elle reçoit le titre de docteur honoris causa de l'université Paris-VIII.

## Principales publications
- Subaltern Studies: Deconstructing Historiography (1985)
- In Other Worlds: Essays in Cultural Politics  (1987)
- Can the Subaltern Speak ? in Cary Nelson and Larry Grossberg, eds. Marxism and the interpretation of Culture (1988)
- Selected Subaltern Studies. Ed. with Ranajit Guha (1988)
- The Post-Colonial Critic: Interviews, Strategies, Dialogues. Ed. Sarah Harasym. (1990)
- Thinking Academic Freedom in Gendered Post-Coloniality (1993)
- A Critique of Post-Colonial Reason: Toward a History of the Vanishing Present (1999)
- Death of a Discipline (2003)
- Other Asia (2005)
- Translating into English (2005)
- Rethinking Comparativism (2010)

Textes traduits en français
- Les subalternes peuvent-elles parler ? (2006),  (ISBN 9782915547283) ; nouvelle trad. Jérôme Vidal, éd. Amsterdam (2020)[22]  (ISBN 9782354802097)
- L’État global (avec Judith Butler) (2007),  (ISBN 9782228904599)
- En d'autres mondes, en d'autres mots. Essais de politique culturelle (2009),  (ISBN 9782228904490)
- Nationalisme et Imagination (2011),  (ISBN 9782228905848)